# Фурман, Дмитрий Ефимович
Дми́трий Ефи́мович Фу́рман (28 февраля 1943, Москва — 22 июля 2011, там же) — советский/российский историк, социолог религии, политолог и социальный философ. Доктор исторических наук (1981), профессор, главный научный сотрудник Института Европы РАН.

## Биография
Братом бабушки Дмитрия был президент Академии художеств СССР Борис Иогансон.
В 1965 году Дмитрий окончил исторический факультет МГУ имени М. В. Ломоносова.
В 1968 году защитил диссертацию на соискание учёной степени кандидата исторических наук по теме «Внутренняя политика императора Юлиана».
В 1968—1971 годах работал на философском факультете МГУ имени М. В. Ломоносова.
В 1971—1979 годах — старший научный сотрудник Института международного рабочего движения АН СССР.
В 1979—1991 годах — ведущий научный сотрудник Института США и Канады.
В 1981 году защитил диссертацию на соискание учёной степени доктора исторических наук по теме «Религия и социальные конфликты в США».
Возглавлял Центр эволюционных процессов на постсоветском пространстве.
Умер от «болезни Лу Герига» (боковой амиотрофический склероз).
Похоронен в Москве на Ваганьковском кладбище.

## Личная жизнь
Жена — Элеонора Викторовна Пастон, искусствовед, ведущий научный сотрудник отдела живописи XIX—XX вв. Государственной Третьяковской галереи.

## Научная деятельность
Дебютировал в печати в 1967 году в журнале «Новый мир». Публиковался в научных журналах «Вестник Московского университета», «Вопросы философии». Перевёл письма императора Юлиана Отступника («Вестник древней истории», 1970, № 1—3).
В советский период работал в области истории и социологии религии.
С начала 1990-х годов изучал становление и развитие политических режимов, проблемы демократии, авторитаризма и воспроизводства власти на пространстве СНГ. Публиковался в журналах «Век XX и мир», «Свободная мысль», сборниках «Иного не дано», «Осмыслить культ Сталина» и др.

## Отзывы
Известный социолог религии, кандидат философских наук, член Экспертного совета по проведению государственной религиоведческой экспертизы при Министерстве юстиции Российской Федерации, главный редактор портала «Религия и СМИ» А. В. Щипков назвал Д. Е. Фурмана «действительно блестящим религиоведом». Один из ведущих британских историков-марксистов Перри Андерсон высоко отзывается о Фурмане в посвящённом тому материале в двух частях для London Review of Books. Высоко отзывался о нем В. Зубок.
Исторический социолог Г. М. Дерлугьян отметил следующее: «При его жизни мы шутили, что Митя Фурман — наш Макс Вебер. А оказалось, что он действительно сдвинул грандиозное дело сравнительно-исторического изучения мировых религий и цивилизаций».

## Книги

### Автор
- Фурман Д. Е. Религия и социальные конфликты в США. — М.: Наука, 1981. — 257 с.
- Фурман Д. Е., Филатов С. Б., Фаликов Б. З. Религия в политической жизни США (70-е — начало 80-х гг.) / Отв. ред. Ю. А. Замошкин, Д. Е. Фурман. — М.: Наука, 1985. — 225 с. — 4000 экз.
- Фурман Д. Е. Становление политических организаций в современной Эстонии. — М.: Аналитический центр по проблемам социально-экономического и научно-технического развития, 1991
- Бельский А. Г., Фурман Д. Е. Сикхи и индусы: Религия, политика, терроризм. М.: Наука, Главная редакция восточной литературы, 1992.
- Фурман Д. Е. Культурные и социально-психологические основы современного армянского национального движения. — М., Б/и. 1993
- Фурман Д. Е., Каариайнен К.[фин.] Старые церкви, новые верующие: Религия в массовом сознании постсоветской России. СПб.: Летний сад, 2000.
- Фурман Д. Е. Наши десять лет: Политический процесс в России с 1991 по 2001 годы. — М.-СПб.: Летний сад, 2001.
- Фурман Д. Е. Куда пришла Россия?.. Итоги социетальной трансформации / Под общ. ред. Т. И. Заславской. — М.: МВШСЭН, 2003.
- Фурман Д. Е. Постсоветский политический режим Казахстана. — М.: Огни, 2004
- Фурман Д. Е., Каариайнен К.[фин.] Религиозность в России в 90-е годы ХХ — начала XXI века. — М.: ОГНИ ТД, 2006.
- Furman D. Imitation Democracies. — London: New Left Review, 2008. № 54[15].
- Фурман Д. Е. Движение по спирали: Политическая система России в ряду других систем. — М.: Весь мир, 2010.
- Фурман Д. Е. Публицистика «нулевых». Статьи 2001—2011 гг. — М.: Летний сад, 2011.

### Составитель и редактор
- Украина и Россия: общества и государства. М.: Права человека, 1997
- Белоруссия и Россия: общества и государства. М.: Права человека, 1998
- Чечня и Россия: общества и государства. М.: Права человека, 1999.
- Азербайджан и Россия: общества и государства. М.: Летний сад, 1999.
- Старые церкви, новые верующие: Религия в массовом сознании постсоветской России/ Под ред. проф. К. Каариайнена и проф. Д. Фурмана. СПб.-М.: Летний сад, 2000.
- Страны Балтии и Россия: общества и государства. М.: Референдум. 2002.
- Казахстан и Россия: общества и государства / Под ред. Д. Фурмана. М.: Издательство «Права человека», 2004.
- Новые церкви, старые верующие — старые церкви, новые верующие: Религия в постсоветской России/ Под ред. проф. К. Каариайнена и проф. Д. Фурмана. М.-СПб.: Летний сад, 2007.

## Статьи
- Фурман Д. Е. Тенденции развития массового религиозного сознания в США // Социологические исследования. — 1985. — № 4. — С. 137—144.
- Фурман Д. Е. Выбор Князя Владимира // Вопросы философии. 1988. № 6
- Фурман Д. Е. Религия, атеизм и перестройка // На пути к свободе совести. М., 1989
- Филатов С. Б., Фурман Д. Е. Религия и политика в массовом сознании // Социологические исследования. — 1992. — № 7. — С. 3—12.
- Воронцова Л. М., Филатов С. Б., Фурман Д. Е. Религия в современном массовом сознании // Социологические исследования. — 1995. — № 11. — С. 81—91.
- Фурман Д. Е. Верующие, атеисты и прочие. Новое исследование российской религиозности // Свободная мысль. — 1997. — № 1.
- Задорожнюк Э. Г., Фурман Д. Е. Притяжение Балтии (балтийские русские и балтийские культуры) // Мир России. — 2004. — Т. XIII. — № 3. — С. 98—130.
- Каариайнен К., Фурман Д. Е. Религиозность в России рубеже XX—XXI столетий (Начало) // Общественные науки и современность. — 2007. — № 1. — С. 103—119.
- Каариайнен К., Фурман Д. Е. Религиозность в России рубеже XX—XXI столетий (Окончание) // Общественные науки и современность. — 2007. — № 2. — С. 78—95.